# 倉橋孝彰
倉橋 孝彰（くらはし たかあき、1955年 - ）は、日本のイラストレーター、画家である。高知県出身。

## 略歴
- 1955年（昭和30年）、高知県高岡郡中土佐町上ノ加江で生まれる
- 関西学院大学社会学部中退
- クララアート／倉橋美工房

## 受賞歴
- 第65回高知県展グラフィックデザイン部　特選・県展賞受賞
- 高知県美術振興会奨励賞受賞
- 第66回現代美術家協会展　平面（デザイン・イラストレーション）入選
- 第67回現代美術家協会展　会友推挙
- 第94～101回二科展デザイン部　入選
- 第95回二科展デザイン部　奨励賞受賞
- 第66～67回モダンアート展絵画部入選